# Teniente José María Fariña
Teniente José María Fariña (también conocido como Puerto Teniente Fariña y anteriormente como Puerto Pfnnal) es una pequeña localidad paraguaya del departamento de Presidente Hayes ubicada a orillas del río Paraguay, casi en frente de Villa del Rosario, departamento de San Pedro, a unos 226 km de Asunción.
Actualmente la localidad se encuentra escasamente poblada, contando con una población de unos 40 habitantes aproximadamente.
La localidad pertenece administrativamente al municipio de Villa Hayes, ubicado a unos 194 km de distancia.
Se accede a la localidad a través de un desvío de tierra ubicado en el kilómetro 131 de la ruta PY09 "Transchaco", en la zona conocida como Coronel Bray (Kilómetro 134). Otra forma de llegar a la localidad es cruzando en bote desde Villa del Rosario.

## Toponimia
Su nombre es en honor al teniente de marina José María Fariña (1836 - 1917) destacado militar y artillero paraguayo oriundo de Caacupé que combatió en la Guerra de la Triple Alianza (1864 - 1870).
Su antiguo nombre de Puerto Pfannl era en honor a los hermanos Carlos Pfannl y Luis Pfannl, empresarios austriacos pioneros de la ganadería moderna en Paraguay a comienzos del siglo XX.